# Haus am Horn
| Imagem: Bauhaus e seus sítios em Weimar e Dessau | O Haus am Horn está incluido no sítio "Bauhaus e seus sítios em Weimar e Dessau", Património Mundial da UNESCO. |  |

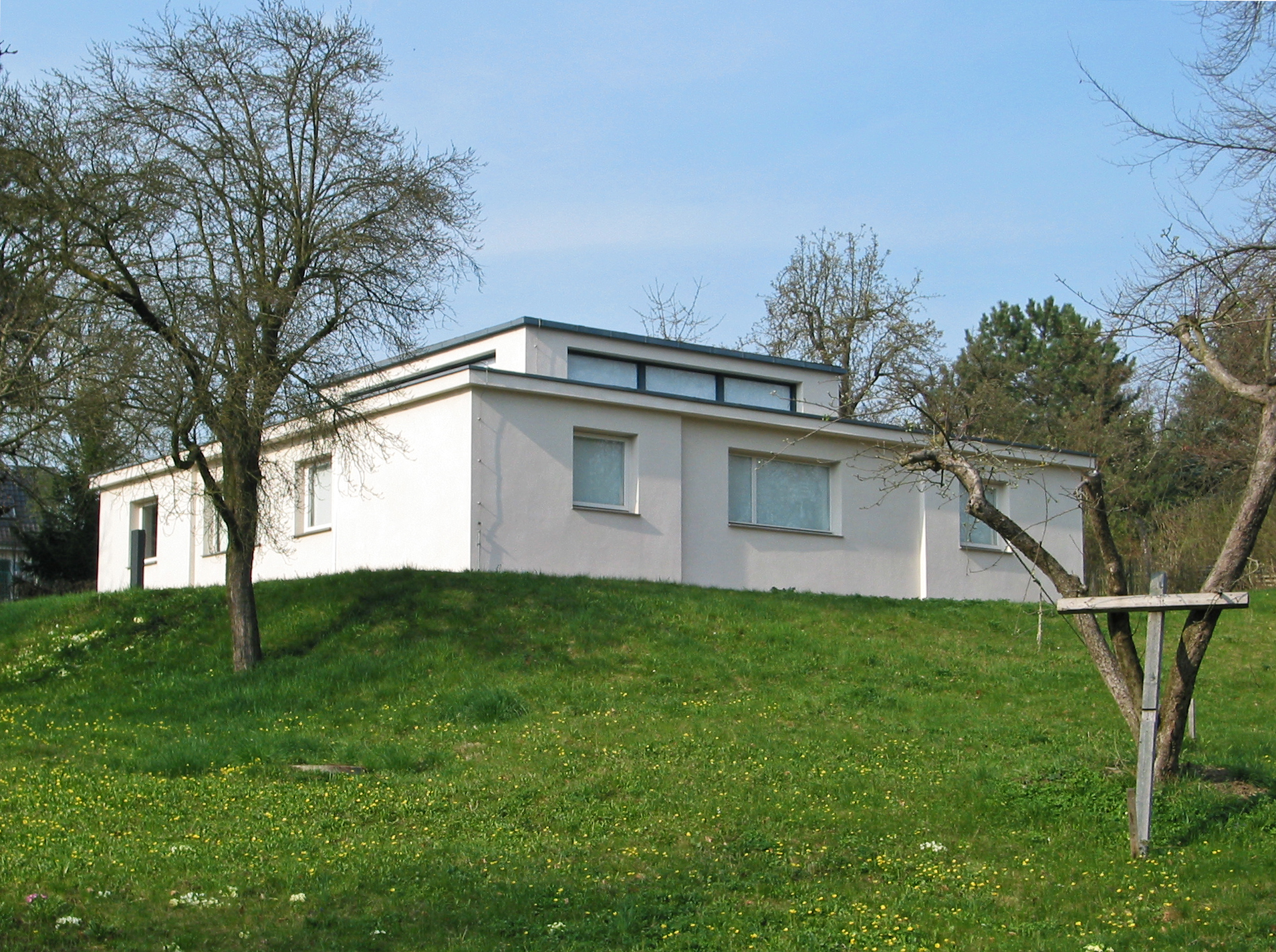
Haus am Horn

A Haus am Horn foi construída para a exposição Bauhaus em Weimar de 1923. Foi desenhada por Georg Muche, um pintor e professor na Bauhaus. Outros instrutores do Bauhaus, como Adolf Meyer e Walter Gropius, assistiram com os aspectos técnicos do desenho da casa. Gropius disse que o objetivo da construção da casa era "o maior conforto com a maior economia pela aplicação dos melhores artesãos e a melhor distribuição do espaço pela forma, tamanho e articulação". A construção da casa foi patrocinada por Sommerfeld, um negociante de madeira de Berlim, que tinha sido cliente de Gropius anos antes. A casa foi construída afastada da principal seção do Bauhaus, na terra que era usada como uma horta pela escola. O local fica atualmente perto do Parque an der Ilm em Weimar, numa rua residencial.